# 史立军
史立军（1963年10月—），黑龙江肇东人，汉族，中国共产党党员。中华人民共和国政治人物、第十三届全国人民代表大会江苏地区代表。现任江苏省政协第十二届委员会经济委员会主任。

## 生平
毕业于辽宁财经学院物资经济系物资管理专业，获清华大学经济管理学院技术经济及管理专业管理学硕士学位，高级经济师。毕业后先后在国家物资总局燃料局、中国燃料总公司、国内贸易局、中国机电设备招标中心工作。2013年任无锡市副市长（挂职），2014年12月任泰州市委副书记，之后于2015年兼任市委党校校长、市委组织部部长。2016年1月，任泰州市政府市长。2019年10月，任泰州市委书记。2020年1月11日，当选为泰州市人大常委会主任。2021年9月24日，增补为江苏省十二届政协委员、经济委员会主任。
2018年2月24日，当选为第十三届全国人大代表。